# Knjižnica Fakultete za arhitekturo
== Zgodovina ==
Do leta 1995 je bila sedanja knjižnica Fakultete za arhitekturo oddelčna knjižnica na Šoli za arhitekturo, združeni v FAGG (Fakulteta za arhitekturo, gradbeništvo in geodezijo). Po razdelitvi teh dveh fakultet, je knjižnica začela delovati kot samostojna strokovna enota znotraj matične ustanove.
Delovala je v premajhnem in neustreznem prostoru brez računalniške povezave ter le z eno strokovno usposobljeno knjižničarko, kar je močno vplivalo na knjižnično dejavnost. Leta 1997 pa se je knjižnica preselila v novo opremljene prostore,  ko se je pravzaprav začel njen razvoj.
S selitvijo so vnesli bibliografske podatke o celotnem gradivu v sistem COBISS in hkrati prešli na avtomatizirano izposojo.
Danes je knjižnica Fakultete za arhitekturo sodobna visokošolska knjižnica, vključena v sistem COBISS, preko katerega aktivno sodeluje pri povezovanju knjižnične informacijske dejavnosti Univerze v Ljubljani.

## Gradivo
Knjižnica zbira, hrani ter posreduje gradivo s strokovnega področja arhitekture, gradbeništva, urbanizma, umetnosti,  računalništva , naravoslovnih (matematika, fizika, geometrija itd.) ter družboslovnih ved (filozofija, psihologija, sociologija itd.). Hrani tudi diplomske, magistrske in raziskovalne naloge ter doktorske disertacije.  Knjižnica ne izposoja referenčnega gradiva, najnovejših revij, enciklopedij, slovarjev, leksikonov in bibliografij, diplomskih, magistrskih in doktorskih del (razen s pisnim dovoljenjem avtorja) ter nesamostojnih delov celote (tabele, priloge, zemljevide ipd.). To gradivo je uporabnikom dostopno v čitalnici. Razpolaga z okoli 20 000 naslovi knjižnega gradiva in 108 naslovi serijskih publikacij. Knjižnica hrani tudi nekaj dragocenih knjig o Jožetu Plečniku, ki niso v prostem pristopu in se tudi ne izposojajo. Gradivo je v prostem dostopu in je urejeno po sistemu UDK.

## Dejavnosti
Knjižnica deluje v 120 m2 velikem, svetlem in klimatiziranem prostoru, z 32 čitalniškimi mesti, 8 računalniki z dostopom do interneta in 2 tiskalnikoma. S povezavami z drugimi knjižnicami, informacijskimi sistemi in mrežami omogoča dostop do številnih elektronskih knjig in revij v polnih besedilih in do najpomembnejših specializiranih podatkovnih zbirk, do katerih uporabniki lahko dostopajo tudi od doma.
Fizično oviranim uporabnikom je omogočen dostop v knjižnične prostore z dvigalom. V knjižnici je nameščen tudi video nadzor, gradivo pa je zavarovano proti kraji.

## Uporabniki
Knjižnica izvaja knjižnično dejavnost predvsem za študente, visokošolske učitelje, znanstvene delavce in sodelavce ter druge uporabnike.

## Knjižnični delavci
Vodja knjižnice je Renata Stella Čop, univ. dipl. umetn. zgod. in višja bibliotekarka. Z izposojo in bibliografijami se ukvarja Mojca Dolčič, univ. dipl. bibl. in zgod. Prav tako pa se z izposojo ukvarja tudi Tina Musec, univ. dipl. bibl.